# Kolonisatie (biologie)
Kolonisatie is in de biogeografie en biologie het zich natuurlijk vestigen, dus zonder direct menselijk toedoen, van een bepaald soort organismen in een nieuwe leefomgeving. Daar kan zich dan een nieuwe populatie vormen, een groep bij elkaar levende organismen van dezelfde soort. Soorten die een meestal leeg of bijna leeg gebied koloniseren, waar ze niet eerder voorkwamen, worden pioniersoorten genoemd. 
De kolonie kan zich onder gunstige milieuomstandigheden uitbreiden in de nieuwe habitat. Als er weinig of geen concurrentie wordt ondervonden en er bovendien geen natuurlijke vijanden van de soort in zijn nieuwe habitat aanwezig zijn, kan de populatie exponentieel groeien. Men spreekt daar dan van een invasieve exoot, bij planten soms van een akolutofyt. Bij negatieve groei kan er uiteindelijk weer sprake zijn van uitsterven.

## Successie
Kolonisatie door nieuwe plantensoorten kan in verschillende situaties plaatsvinden:
- als kolonisatie plaatsvindt van een compleet nieuwe leefomgeving (zoals een stuk drooggevallen land), waarbij nog geen bodemvorming heeft plaatsgevonden en dus nog geen humuslaag aanwezig is, spreekt men van primaire successie.
- bij secundaire successie vindt kolonisatie plaats als een bestaand habitat dusdanig verstoord is (zoals door ontbossing of een bosbrand), dat de successie opnieuw plaatsvindt. De bodem is niet geheel verdwenen en kan hier wel een humuslaag hebben.[1]

## Microbiologie
In de microbiologie verwijst kolonie naar een populatie van micro-organismen op een natuurlijk substraat, of op een in het laboratorium gecreëerde voedingsbodem.